# Ramon (Filippine)
Ramon è una municipalità di prima classe delle Filippine, situata nella Provincia di Isabela, nella Regione della Valle di Cagayan.
Ramon è formata da 19 baranggay:
- Ambatali
- Bantug
- Bugallon Norte
- Bugallon Proper (Pob.)
- Burgos
- General Aguinaldo
- Nagbacalan
- Oscariz
- Pabil
- Pagrang-ayan
- Planas
- Purok ni Bulan
- Raniag
- San Antonio
- San Miguel
- San Sebastian
- Villa Beltran
- Villa Carmen
- Villa Marcos